# Чайкенд
Чайкенд (азерб. Çaykənd) — село в Азербайджані. Село розташоване на лівому березі річки Трту, на ділянці дороги, що з'єднує райцентр Карвачар з трасою Мартакерт — Варденіс. Село розташоване за 6 км на північний схід від міста Карвачар, за 10 км на південний захід від траси Мартакерт — Варденіс, за 2 км на північний захід від села Нор Манашид, за 5 км на південний схід від села Мшені, за 4 км на південь від села Єхці та за 5 км на південний захід від села Нор Браджур.

## Пам'ятки
В селі розташований цвинтар 12-13 ст.